# Przejście graniczne Pieńsk-Deschka
Przejście graniczne Pieńsk-Deschka – utworzone i zlikwidowane w 2007 polsko-niemieckie drogowe przejście graniczne położone w województwie dolnośląskim, w powiecie zgorzeleckim, w miejscowości Pieńsk.

## Opis
Przejście graniczne Pieńsk-Deschka z miejscem odprawy granicznej po stronie polskiej w miejscowości Pieńsk zostało utworzone 2 lutego 2007. Czynne było całą dobę. Dopuszczony był ruch osobowy: piesi, rowerzyści i mały ruch graniczny. Obie miejscowości łączył most na rzece Nysie Łużyckiej.
21 grudnia 2007 na mocy układu z Schengen przejście graniczne zostało zlikwidowane.